# Giovanni Bonetto
Giovanni Bonetto (Bressanvido, 9 giugno 1919 – Kruja, 5 agosto 1943) è stato un militare italiano, insignito della medaglia d'oro al valor militare alla memoria nel corso della seconda guerra mondiale.

## Biografia
Nacque a Bressanvido, provincia di Vicenza, il 9 giugno 1919, figlio di Luigi e Anna Nicolli. Mentre frequentava il secondo anno della facoltà di chimica dell'università di Padova, nel dicembre 1941, in piena seconda guerra mondiale, fu chiamato a prestare servizio militare nel Regio Esercito assegnato al 15 Reggimento artiglieria divisionale dove raggiunse il grado di sergente.  Nel luglio 1942 venne inviato a frequentare la Scuola allievi ufficiali di Pinerolo, venendo nominato sottotenente di complemento nel gennaio 1943. Assegnato all'arma di cavalleria, entrò in servizio nel 19º Reggimento "Cavalleggeri Guide" di stanza in Albania. Raggiunse il suo reggimento a Tirana il 18 aprile, assegnato al 3º Squadrone autocarrato. Cadde in combattimento il 5 agosto, quando partì da Tirana per liberare un gruppo dei Reggimento "Lancieri di Firenze" accerchiato da forze ribelli sulla via di Burrely presso Ciafa Stkames-Kruya. Raggiunta la zona si lanciò nello scontrò alla testa del suo plotone, cadendo colpito a morte. Gli subentrò nel comando il comandante dell'unità mitraglieri in rinforzo, tenente Eudo Giulioli, che rimase anch'egli ucciso. Entrambi gli ufficiali vennero decorati con la Medaglia d'oro al valor militare alla memoria. 
L'11 giugno 1947 l'università di Padova gli conferì ad honorem la laurea in chimica. Una scuola elementare di Albignasego porta il suo nome.

### Annotazioni
1. ↑  Alla fine del combattimento le perdite italiane ammontavano, oltre ai due ufficiali, a 2 sottufficiali e 16 guide.

### Fonti
1. ↑  Gruppo Medaglie d'Oro al Valor Militare 1965, p. 272.
2. 1 2 3  Caruso 2014, p. 155.
3. 1 2 3  Combattenti Liberazione.
4. ↑  Museo Cavalleria.
5. 1 2  Tempio Cavalleria Italiana.
6. ↑  Sito web del Quirinale: dettaglio decorato.